# Sueño de día
Sueño de día (The Day Dream), en un principio titulado Monna Primavera, es un óleo sobre lienzo de 1880 obra de Dante Gabriel Rossetti exhibido en el Museo de Victoria y Alberto.

## Historia
La obra fue donada al museo en el que se exhibe actualmente por Constantine Alexander Ionides en 1900. Ionides había comisionado el cuadro a Rossetti en 1879 por 700 guineas, manteniendo ambos correspondencia en lo relativo a la duración del proceso de elaboración; cuando el pintor concluyó la obra el 18 de marzo de 1880, escribió: "será más allá de toda duda lo mejor que hice". 
Rossetti dio instrucciones concretas acerca de dónde debía ser posicionada la pintura, incluyendo detalles sobre la distancia entre el cuadro y el suelo así como la dirección en la que la luz debía incidir sobre él.

## Elaboración

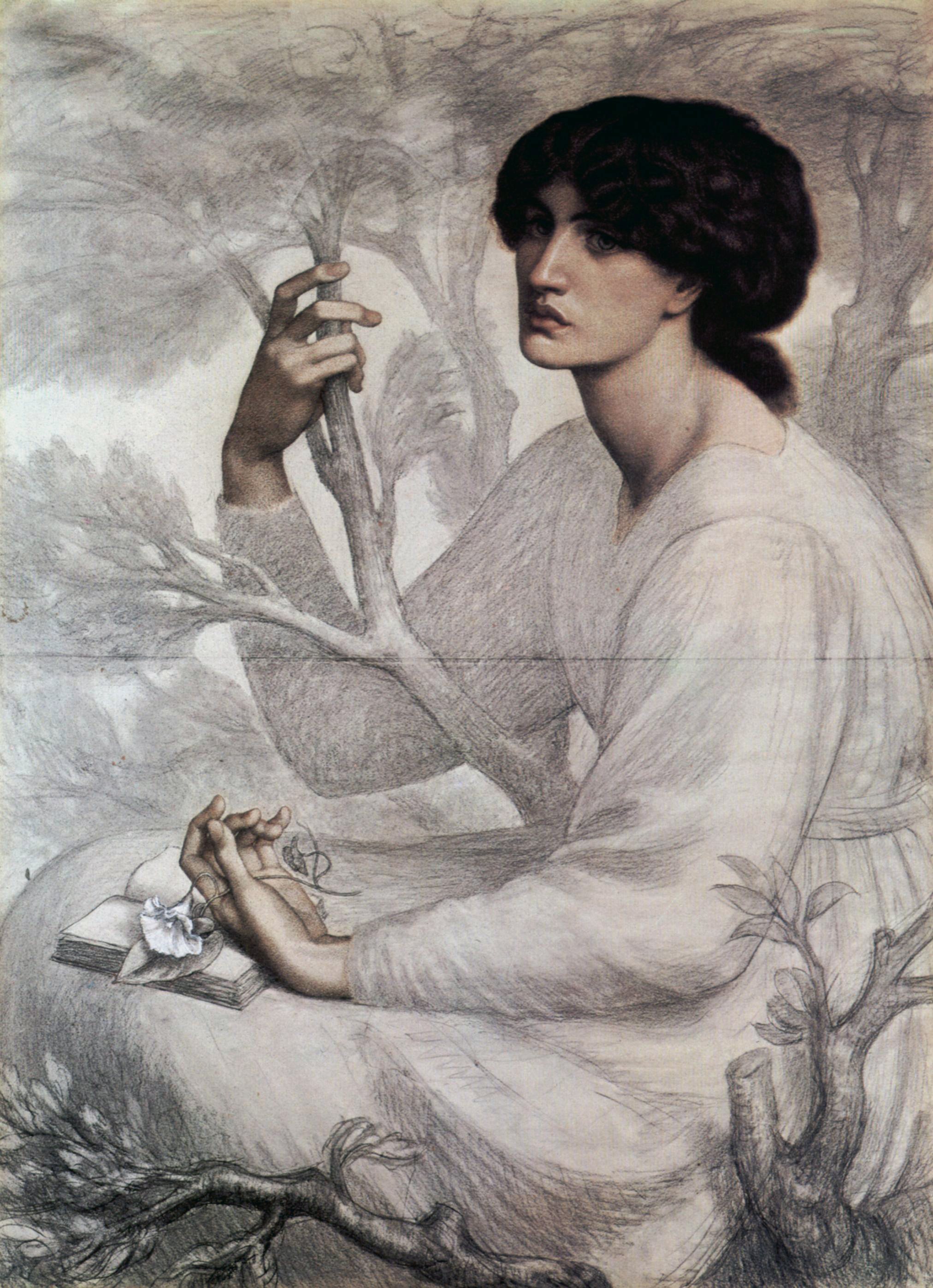
Boceto de Jane Morris realizado en tiza, por Rossetti.

Durante 1878, Rossetti completó un boceto realizado en tiza de Jane Morris, mujer de la que estaba enamorado y a la que había conocido en el Teatro Drury Lane en 1857, siendo Morris a partir de entonces modelo de numerosas obras del pintor, como Mnemósine y Proserpina.
Inicialmente, la pintura iba a llamarse Monna Primavera o Vanna Primavera, títulos posiblemente inspirados en la Vita Nuova, obra de gran importancia para Rossetti y base de muchos de los primeros trabajos artísticos del pintor, quien además era poeta y componía sonetos a modo de acompañamiento de la mayoría de sus pinturas, estando la última composición de su obra Sonnets for Pictures asociada a Sueño de día:
Texto original en inglés:

The thronged boughs of the shadowy sycamore

Still bear young leaflets half the summer through;
From when the robin 'gainst the unhidden blue
Perched dark, till now, deep in the leafy core,
The embowered throstle's urgent wood-notes soar
Through summer silence. Still the leaves come new;
Yet never rosy-sheathed as those which drew
Their spiral tongues from spring-buds heretofore.

Within the branching shade of Reverie
Dreams even may spring till autumn; yet none be
Like woman's budding day-dream spirit-fann'd.
Lo! tow'rd deep skies, not deeper than her look,
She dreams; till now on her forgotten book

Drops the forgotten blossom from her hand.

Texto traducido al español:

Las aglomeradas ramas del sicómoro sombrío

Todavía llevan follaje joven durante todo el verano;
Desde cuando el petirrojo contra el azul oculto
Oscuro encaramado, hasta ahora, en lo profundo del núcleo frondoso,
Se elevan las urgentes notas de madera de la zarza
A través del silencio del verano. Todavía las hojas vienen nuevas;
Sin embargo nunca envainadas de rosa como las que dibujaron
Sus lenguas en espiral de los brotes de primavera hasta ahora.

En la sombra del Ensueño
Incluso los sueños pueden brotar hasta el otoño; sin embargo ninguno será
Como el día de la mujer en ciernes el espíritu soñado.
Hacia cielos profundos, no más profundos que su mirada,
Ella sueña; hasta ahora en su libro olvidado

Deja caer la flor olvidada de su mano.

Rossetti no se sintió inicialmente satisfecho con la pintura, motivo por el cual la obra fue objeto de numerosas revisiones, disculpándose por escrito el pintor con Morris por el mero hecho de haber dibujado los pies de la modelo basándose en los de otra mujer. No obstante, en una pintura anterior, El saludo de Beatriz, Rossetti ya había utilizado a otra mujer para elaborar las manos de la modelo en la versión final del cuadro, el cual muestra el rostro de Morris.

## Composición y análisis
Morris aparece sentada en la rama de un sicómoro sujetando con su mano izquierda un tallo de madreselva, símbolo del amor en la era victoriana e indicativo a su vez del amor secreto entre Rossetti y Jane, mientras que el libro refleja la pasión de esta última por la lectura. Al contrario que en la mayor parte de las pinturas del artista, este cuadro, uno de los últimos de Rossetti, muestra a la modelo de cuerpo entero, figurando la firma del pintor en la parte inferior derecha de la obra.
La escena representa a una joven luciendo un traje de seda verde y parcialmente oscurecida por la sombra que le brindan las hojas del sicómoro. Sobre su cabeza y alrededor de la misma, las ramas del árbol simulan abrazarla, al mismo tiempo que parece que la figura de la mujer emerge del propio árbol, como si se tratase de una dríada o una ninfa. La joven aparece retratada en un entorno verde con un romántico vestido de seda ancho y suelto el cual fluye en elegantes pliegues hacia abajo, mezclándose con las hojas del árbol y conectando con el ambiente de la obra. La mujer se halla inmersa en sus sueños, con la mirada en dirección a algo que solo puede ser percibido por ella, resultando por lo tanto invisible para el espectador.
La representación de la joven elegante rodeada de ramas y hojas añade un sentimiento oculto a la pintura, probablemente el carácter furtivo del idilio entre Rossetti y Morris o la clandestinidad del lugar mostrado en el cuadro, el cual se caracteriza por su oscuridad, si bien alrededor de los hombros de la mujer se perciben destellos luminosos de color azul, indicativo de que se trata de luz diurna.

## Galería de imágenes (detalles de la obra)

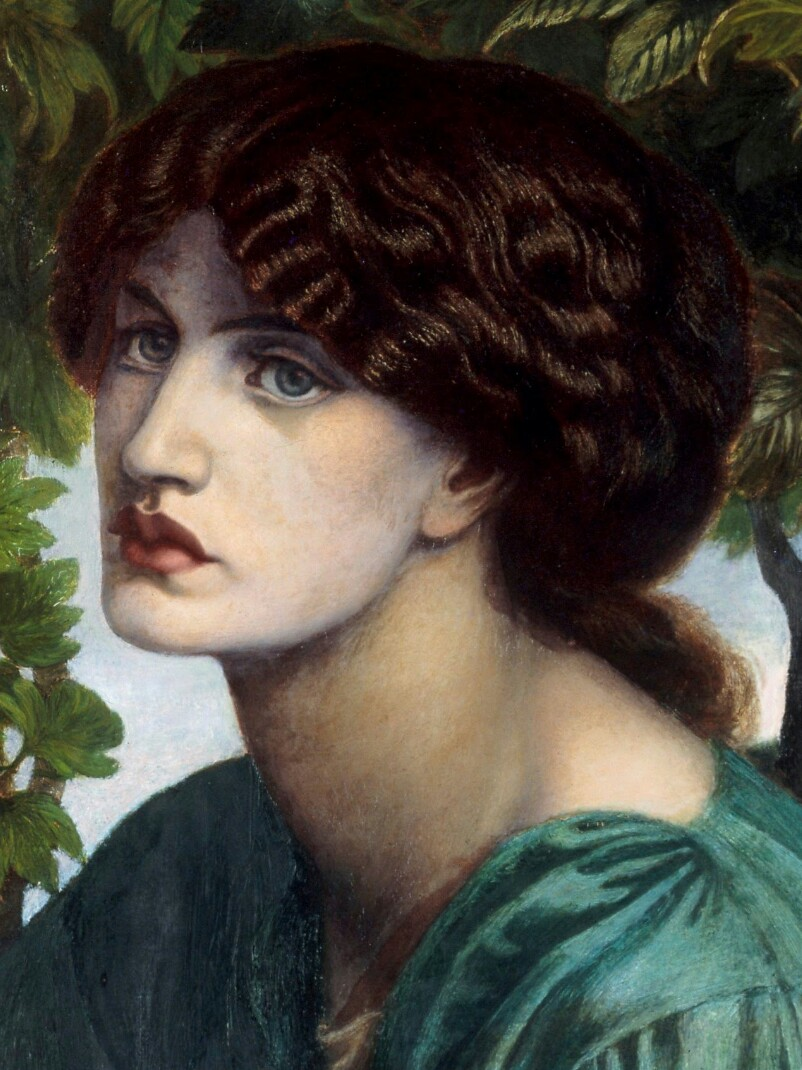
Detalle del rostro de la modelo.
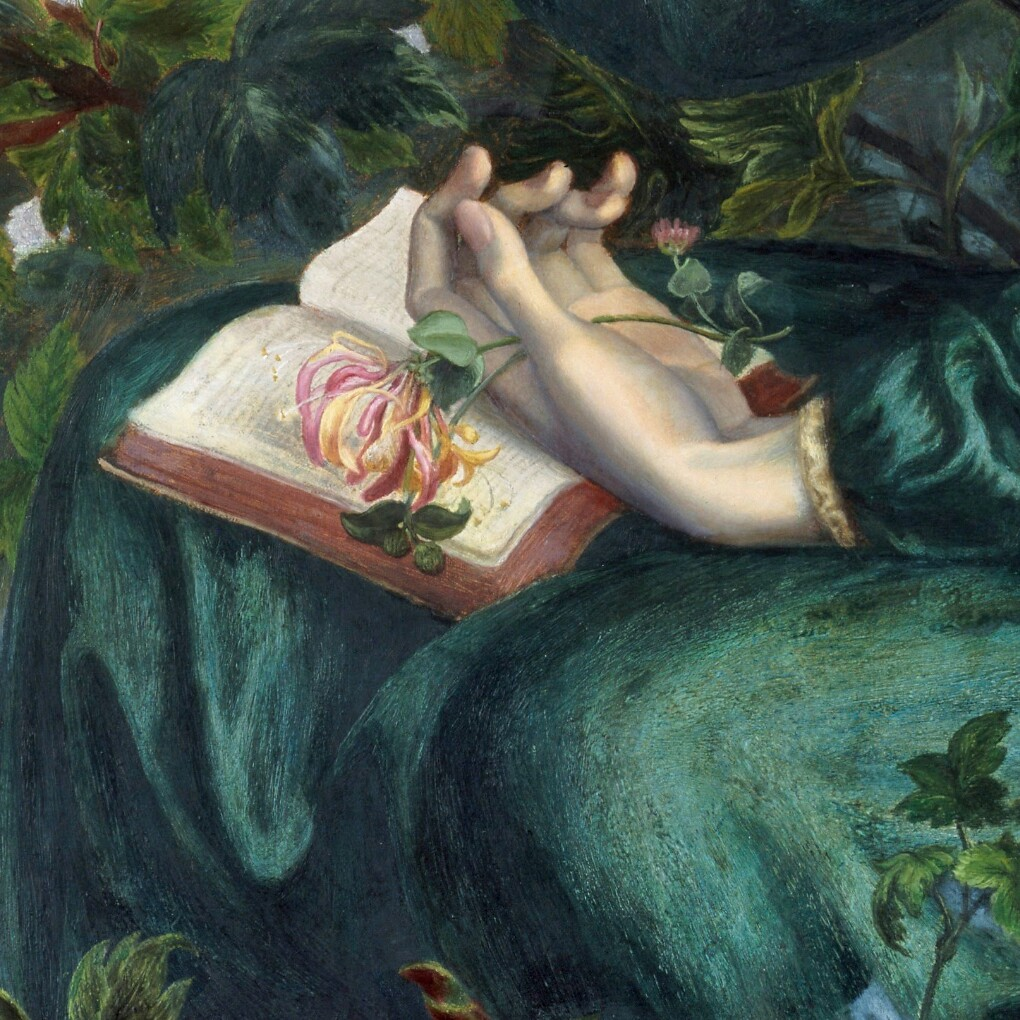
Detalle del libro y la madreselva.
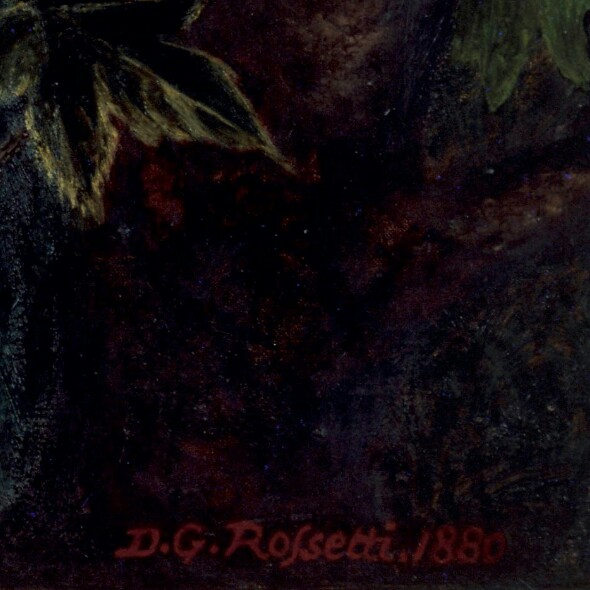
Detalle de la firma de Rossetti.